# Герб Нової Українки
Герб Нової Українки — офіційний символ села Нова Українка, Рівненського району Рівненської області, затверджений 26 листопада 2021 р. рішенням сесії Олександрійської сільської ради. Герб є напівпромовистим.
Автори — А. Гречило та Ю. Терлецький.

## Опис герба
У золотому полі зелений вінок із десятьма квітками з червоними пелюстками та золотими осердями, у перетятій на червоне і чорне поля главі — срібний лапчастий хрест.

## Значення символів
Вінок із квітами розкриває сучасну назву — Нова Українка. Червоно-чорні смуги та хрест розповідають про важливу подію в історії поселення — визволення в березні 1943 року підрозділами УПА в’язнів німецького концтабора в Осаді Креховецькій. Хрест також підкреслює знаходження села на Волині.